# Sasso Carta Forbici (serie televisiva)
Sasso Carta Forbici (Rock Paper Scissors) è una serie animata statunitense creata da Kyle Stegina e Josh Lehrman.
La serie va in onda negli Stati Uniti dal 12 febbraio 2024 su Nickelodeon. In Italia dal 19 febbraio 2024 su Nickelodeon e dal 9 settembre 2024 su Super!.

## Trama
La serie segue le esilaranti avventure di tre inquilini, Sasso, Carta e Forbici. E non importa quanto competano e si incasinano tra loro, alla fine, legheranno sempre grazie al loro comune amore per una cosa: sciocchezze assurde.

## Personaggi e doppiatori
- Sasso: Voce originale di Ron Funches, Italiana di Andrea Rotolo
- Carta: Voce originale di Thomas Lennon, Italiana di Alessandro Germano
- Forbici: Voce originale di Carlos Alazraqui, Italiana di Alessandro Pili

## Episodi
| Stagione       | Episodi | Prima TV USA | Prima TV Italia |
| -------------- | ------- | ------------ | --------------- |
| Prima stagione | 20      | 2024         | 2024            |